# Marcellinara
Marcellinara là một đô thị thuộc tỉnh Catanzaro trong vùng Calabria phía nam nước Ý. Đô thị này có diện tích 20 km2, dân số 2199 người.